# Sarmato
Sarmato is een gemeente in de Italiaanse provincie Piacenza (regio Emilia-Romagna) en telt 2714 inwoners (31-12-2004). De oppervlakte bedraagt 27,0 km², de bevolkingsdichtheid is 100 inwoners per km².

## Demografie
Sarmato telt ongeveer 1146 huishoudens. Het aantal inwoners steeg in de periode 1991-2001 met 0,2% volgens cijfers uit de tienjaarlijkse volkstellingen van ISTAT.
| Jaar | Inwoneraantal |
| ---- | ------------- |
| 1991 | 2583          |
| 2001 | 2589          |

## Geografie
Sarmato ligt in de Val Tidone en grenst aan de volgende gemeenten: Borgonovo Val Tidone, Castel San Giovanni, Monticelli Pavese (PV), Pieve Porto Morone (PV), Rottofreno.

## Verkeer
De autoweg A21 Turijn - Brescia loopt door de gemeente, met parallel ermee de voormalige Strada Statale 10 Padana Inferiore Turijn - Monselice.
Sarmato heeft een station op de lijn Alessandria - Piacenza.

## Externe link

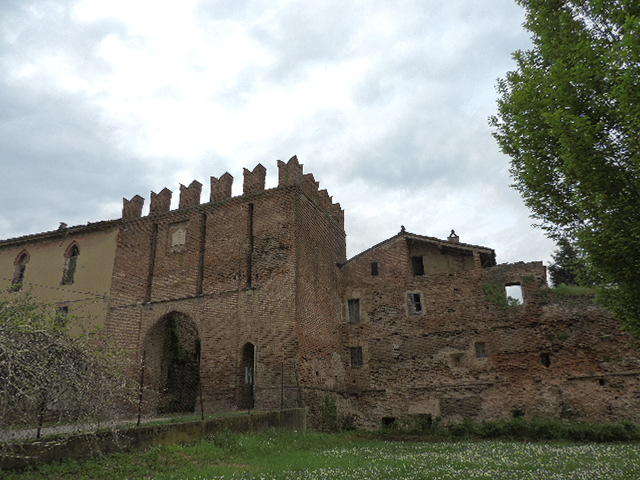
Kasteel van Sarmato
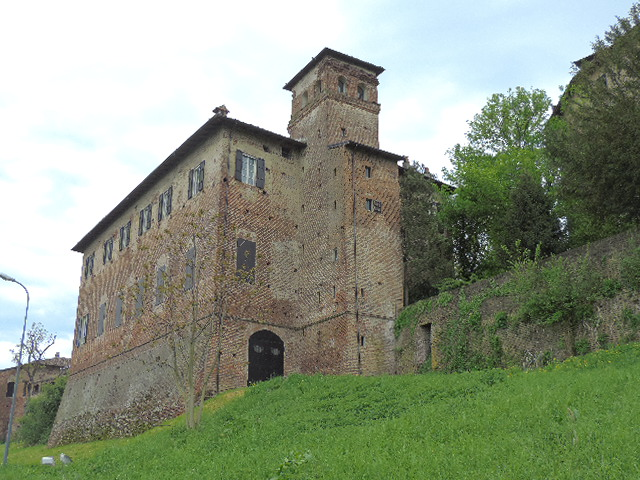
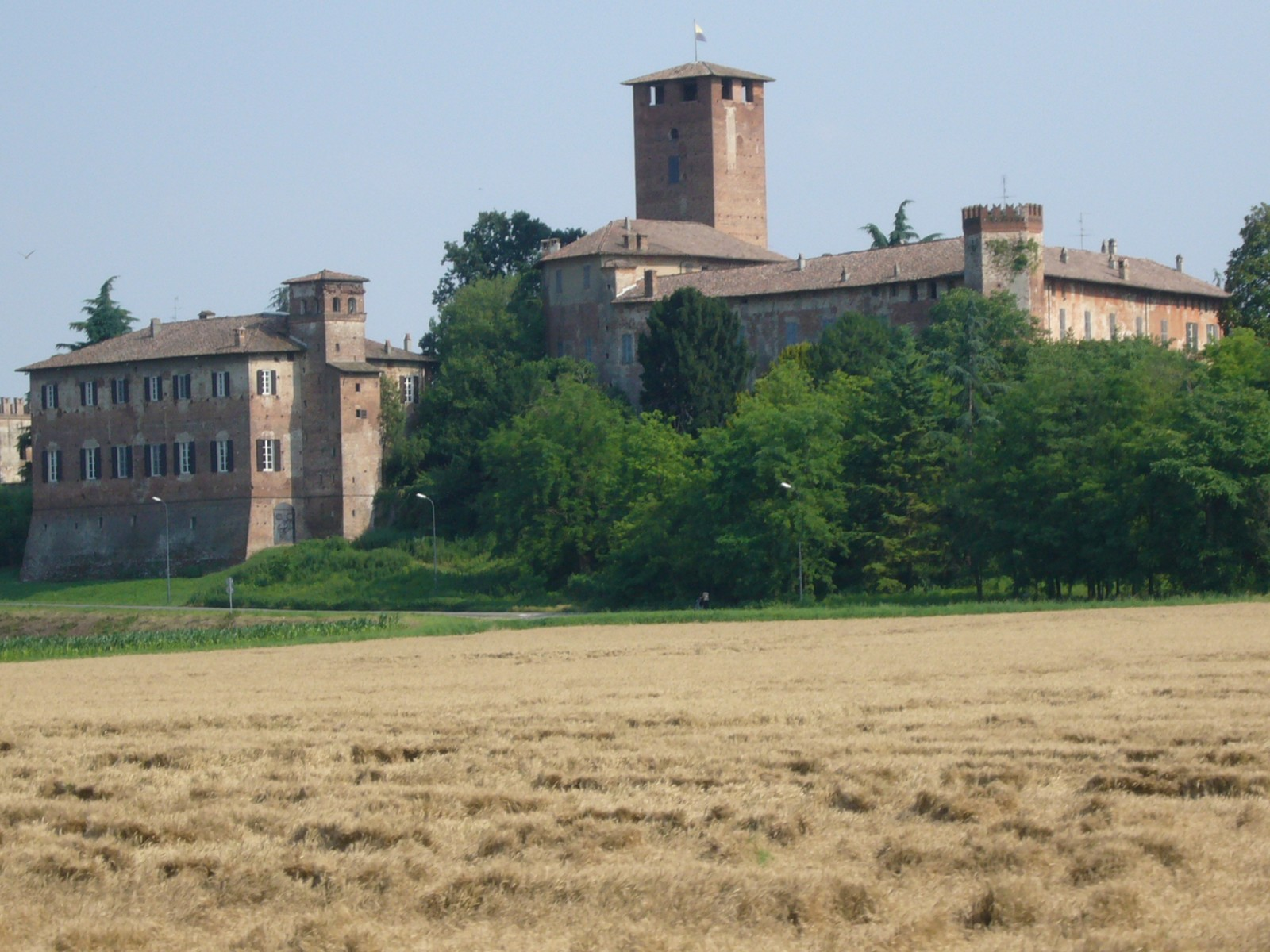
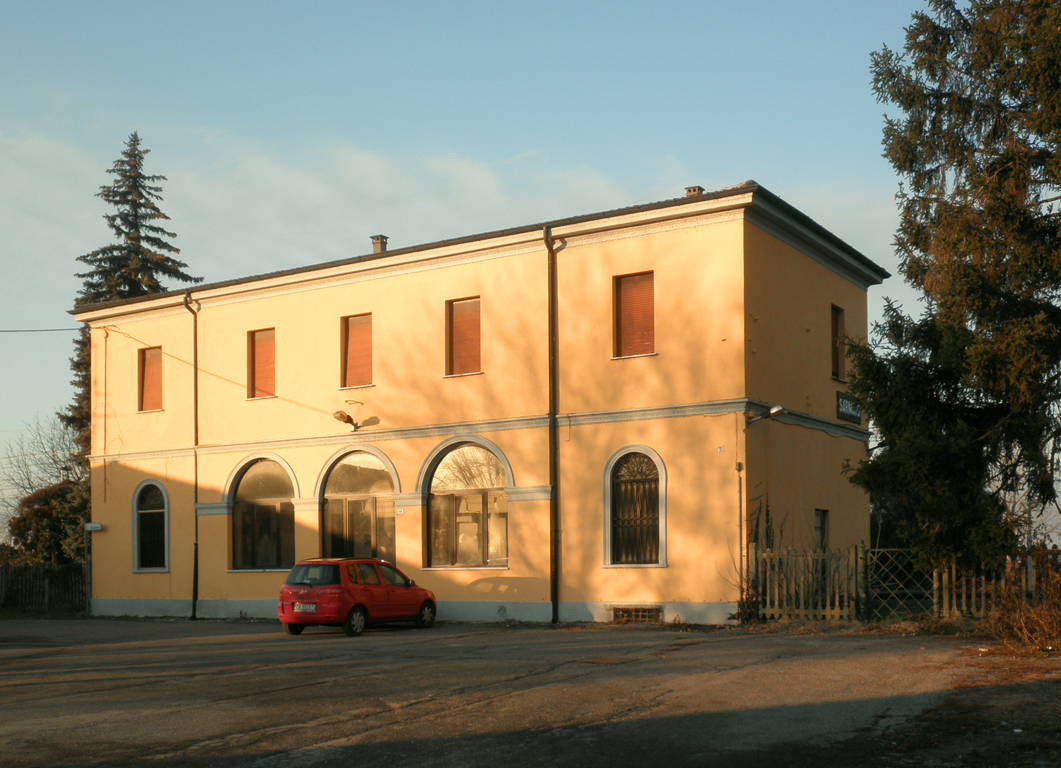
Station van Sarmato